# Grupo alternante
Em teoria dos grupos, o grupo alternante, também conhecido como grupo alternado ou subgrupo alternado, denotado usualmente como {\displaystyle A_{n}}, é o subgrupo do grupo simétrico {\displaystyle S_{n}} do conjunto {\displaystyle \{1,2,\dots ,n\}} que contém as permutações de ordem par.
Simbolicamente:
{\displaystyle A_{n}=\{\sigma \in S_{n}:\|\sigma \|{\textrm {~es~par}}\}=ker(\varepsilon ),}
sendo,
{\displaystyle \varepsilon :S_{n}\rightarrow \{-1,1\},}
a aplicação sinal de uma permutação.